# Bolat Zsumagyilov
Bolat Zsumagyilov (kazakul: Болат Жұмаділов, oroszul: Булат Нуретдинович Жумадилов [Bulat Nuretgyinovics Zsumagyilov]; Taraz, Kazah SZSZK, 1973. április 22. –) világbajnok kazak amatőr ökölvívó.

## Eredményei
- 1995-ben ezüstérmes a világbajnokságon légsúlyban.
- 1996-ban ezüstérmes az olimpián légsúlyban. A döntőben nagyon szoros pontozással (12–11) kapott ki a kubai Maikro Romerótól.
- 1997-ben bronzérmes a világbajnokságon légsúlyban.
- 1999-ben amatőr világbajnok légsúlyban. A döntőben a későbbi profi világbajnok argentin Omar Andrés Narváezt győzte le.
- 2000-ben ezüstérmes az olimpián légsúlyban. Az elődöntőben a francia Jérôme Thomast győzte le, a döntőben a thaiföldi Vicsan Ponlittól szenvedett 19–12 arányú pontozásos vereséget.